# AN/SPQ-9
AN/SPQ-9は、アメリカ合衆国のロッキード・エレクトロニクス（現在のロッキード・マーティン）社が開発した2次元レーダー。当初はMk.86 砲射撃指揮装置の捕捉・追尾レーダーとして用いられており、また、のちには改良型のAN/SPQ-9Bが採用された。

## 概要
AN/SPQ-9Aは、高走査速度（60 rpm）と捜索中追尾（TWS）能力を特徴とするパルス・ドップラー・レーダーであり、Mk.86 砲射撃指揮装置において、水上目標および低高度の空中目標を対象とした捕捉・追尾レーダーとして導入された。これにより、Mk.86では4個の水上目標に対する同時追尾が可能となった。パラボラアンテナは120インチ (300 cm)径のレドームに収容された。1967年時点での平均故障間隔（MTBF）は784時間であった。その後、1970年には初期作戦能力を獲得した。また、1989年11月には、低ノイズ化フロントエンド（LNFE）などを含むORDALT（Ordnance Alteration）改修キットの引き渡しが開始され、1990年度には小型目標への対処能力を強化する追加改修が行われた。

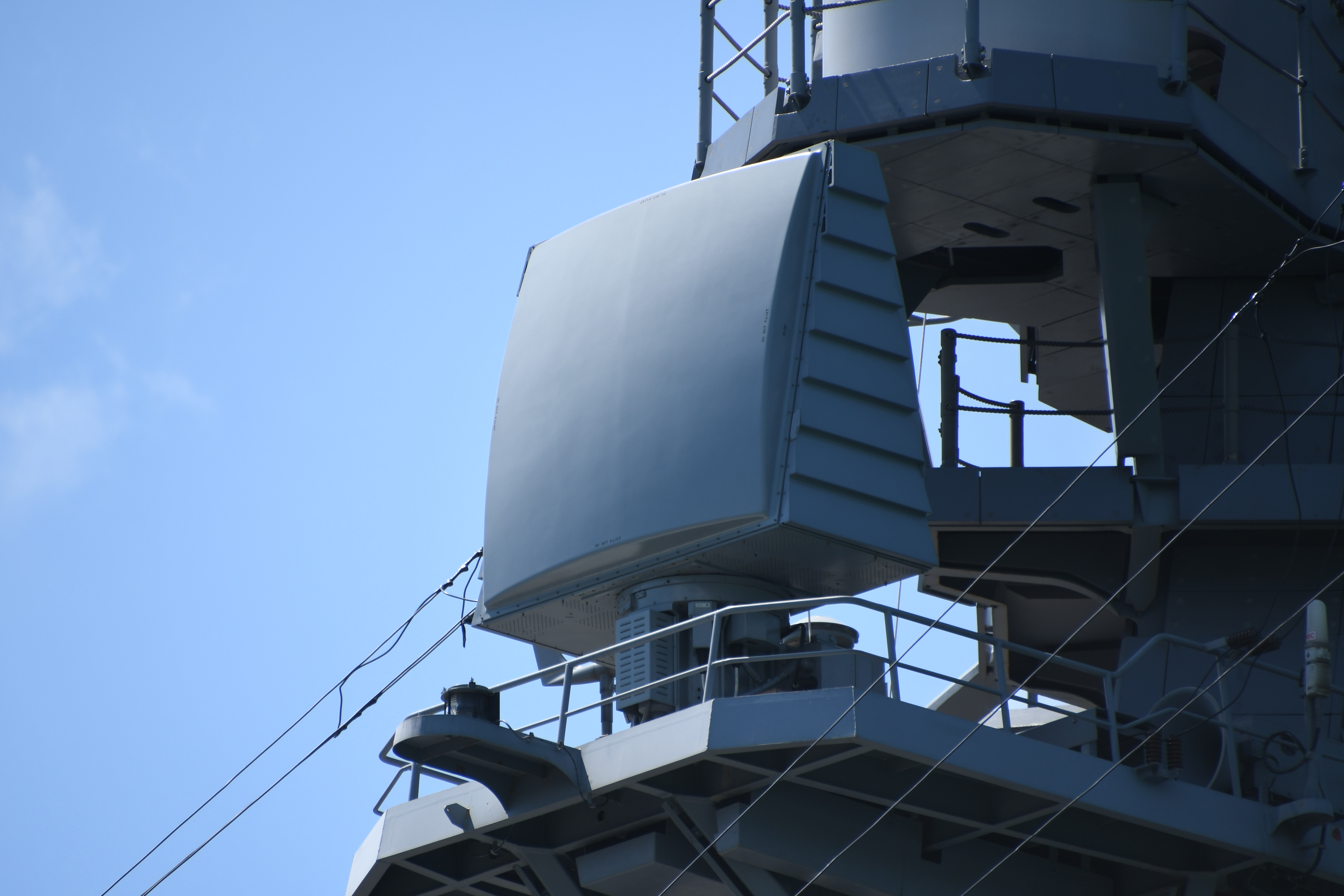
SPQ-9B（「あたご」搭載機）

そして、1990年の対艦ミサイル防御（ASMD）計画に基づき、全面的な改良型であるAN/SPQ-9Bの開発が開始された。これは、1997年より導入が開始され、1999年に初期作戦能力を獲得した。アンテナとしては、アクティブ・フェーズドアレイ・アンテナ2面を背中合わせにした新型アンテナが導入された。また、送受信機も、F-16C戦闘機のAN/APG-68の技術に基づく新型機に更新された。低空の航空目標（シースキマーなど）に対する探知能力を向上させており、シースパロー IPDMSにおけるTAS レーダーの後継として、シースパロー IPDMS全体を発展的に代替する統合戦闘システムである艦艇自衛システム（SSDS）に組み込まれ、その経空脅威対処の中核的センサーとして働くこととなっている。また、SバンドのAN/SPY-1レーダーを補完して低空での捜索を行うため、イージスシステム搭載艦の一部にも順次追加搭載されつつある。2016年からは潜望鏡の検出および識別能力を付加するアップグレードが開始されており、3月18日に「レイク・シャンプレイン」が最初の試験をカリフォルニア沖で実弾射撃試験中に実施した。

## 採用国と搭載艦
- アメリカ海軍
  - カリフォルニア級原子力ミサイル巡洋艦
  - スプルーアンス級駆逐艦
  - バージニア級原子力ミサイル巡洋艦
  - タラワ級強襲揚陸艦
  - タイコンデロガ級ミサイル巡洋艦
  - キッド級ミサイル駆逐艦
  - アイオワ級戦艦[注 1]
  - アーレイ・バーク級ミサイル駆逐艦
  - ニミッツ級航空母艦
  - サン・アントニオ級ドック型輸送揚陸艦
  - アメリカ級強襲揚陸艦
  - DDG(X)
- アメリカ沿岸警備隊
  - バーソルフ級カッター
- オーストラリア海軍
  - ホバート級駆逐艦
- ドイツ海軍
  - リュッチェンス級駆逐艦[注 2]
- 海上自衛隊
  - あたご型護衛艦（14/15DDG）[注 3]
  - まや型護衛艦（27/28DDG）[注 4]